# Winfried Lüdecke
Winfried Otto Christian Lüdecke (* 14. Mai 1886 in Neustettin) war ein deutscher Schriftsteller.
Lüdecke war der Sohn des Pfarrers Franz Lüdecke und dessen Ehefrau Marie geb. Dieckhoff. Seit 1908 veröffentlichte Lüdecke mehrere belletristische Arbeiten. Während des Ersten Weltkriegs wandte er sich der Anfertigung von Sachliteratur über mit dem Krieg zusammenhängenden Themen zu, wobei er sich insbesondere für Propaganda, Nachrichtendienst und Spionage interessierte.
Nach dem Krieg rückte die Situation seiner Heimatstadt Danzig in den Fokus seiner Veröffentlichung. Des Weiteren legte er monarchistische Schriften und einen Aufsatz über die Pathologie der Jeanne d’Arc vor, der in der Zeitschrift für Sexualwissenschaften erschien.

## Schriften
- Die Blumen der Nacht. Gedichte. 1908.
- Die Küsse des Fräulein Sibylle. Juncker, Berlin-Charlottenburg 1911.
- Französische Soldatenbriefe. Müller, München 1917.
- S.M.S. „Dresden“. Nach Mitteilungen von Offizieren und Mannschaften. Reclam, Leipzig 1917.
- Elsass-lothringische Propaganda. 1917.
- Französischer Kolonial-Militarismus. Bern 1919.
- Danzig Schwarz-Weiß-Rot! 1920.
- Familienkundlicher Beitrag zur Pathologie der Jeanne d’Arc. In: Zeitschrift für Sexualwissenschaften. Jg. 9 (1926), Heft 13.
- Der nicht Kaiser wurde. Hensel & Co., Berlin 1928.
- Behind the Scenes of Espionage. Tales of the Secret Service. London 1929.
- W. Munin [d. i. Winfried Lüdecke]: Frauenopfer im Geheimdienst. Leipzig (1931)